# Zdebuzeves
Zdebuzeves je místní částí městyse Divišova a nachází se 6 km na jihovýchod od Divišova nedaleko řeky Sázavy. Katastrální území měří 728,28 hektaru. Vesnicí vede cyklotrasa Sázavská trasa č. 11.

## Historie
První písemná zmínka o vesnici pochází z roku 1352.
Místní kostel svaté Anny je jednolodní původně gotický kostel. Původní kostel byl obdélného půdorysu, nesl název sv. Šimona a Judy a uváděný byl již od roku 1391. Přestavěn byl v roce 1836 a patrocinium změněno na kostel svaté Anny.
V obci Zdebuzeves (520 obyvatel) byly v roce 1932 evidovány: dva hostince, kolář, dva kováři, dva obuvníci, rolník, dva obchody se smíšeným zbožím, spořitelní a záložní spolek pro Zdebuzeves a trafika.